# Багговут, Александр Фёдорович
Алекса́ндр Фёдорович Баггову́т (27 декабря 1806 (8 января 1807) — 2 [14] мая 1883; Санкт-Петербург) — русский военачальник, генерал от кавалерии (28.03.1871). Происходил из рода Багговутов. Участник Польской кампании 1831 года и Венгерского похода 1849 года, герой покорения Кавказа и Крымской войны.
Племянник героя Отечественной войны 1812 года генерала Карла Фёдоровича Багговута и начальницы Смольного института благородных девиц Ю. Ф. Адлерберг.

## Биография
Александр Багговут родился в Кронштадте 27 декабря 1806 (8 января 1807) года, по другим сведениям — в Ревеле 10 (22) сентября 1801 года. Был сыном начальника Либавской таможни Фёдора Фёдоровича Багговута (1751—1810) и его третьей жены  Анны Элизабет Хёпнер (1784–1853). Его младший брат — генерал от инфантерии К. Ф. Багговут. Всего у отца от трёх браков было 10 детей.
Воспитание получил в 1-м кадетском корпусе, откуда 19 марта 1825 года был выпущен прапорщиком в лейб-гвардии Московский полк.

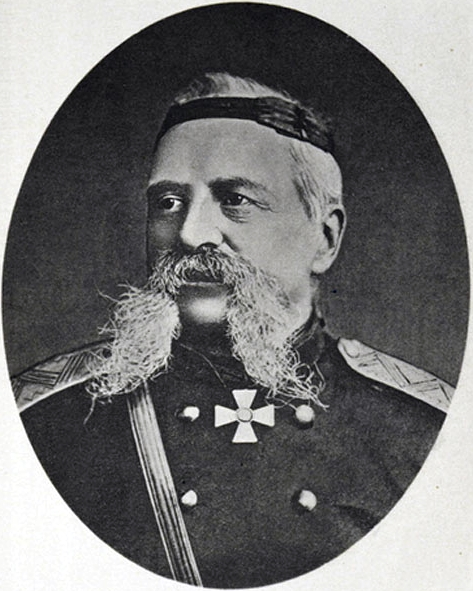
А. Ф. Багговут

Согласно воспоминаниям М. А. Бестужева, А. Ф. Багговут являлся участником заговора декабристов в Санкт-Петербурге. В день восстания 14 декабря 1825 года выражал желание принять активное участие в нём. Согласно собственным запискам, долгое время отказывался принимать присягу Николаю I, возглавляя караул лейб-гвардии Московского полка. К следствию не привлекался и наказания не понёс, но был привлечён к следствию в полку.
Как замешанный в событиях 14 декабря, А. Ф. Багговут был отправлен в Грузию в лейб-гвардии Сводный полк на войну с Персией. Он участвовал во многих операциях, в том числе в походах генерала А. П. Ермолова на реку Гассан-су, в Шекинское и Ширванское ханства для усмирения бунтовавшего населения.
В 1827 году участвовал в осаде и взятии крепости Аббас-Абада, в сражении у Джеван-Булаха, при осаде и взятии Сардар-Абада и Эривани. За храбрость и мужество он получил, редкую в чине подпоручика, награду — орден Святого Владимира 4-й степени с бантом.
По окончании боевых действий, до заключения мира, состоял в должности ординарца при наследнике персидского престола Аббасе-Мирзе. По возвращении в Россию, был в 1830 году был зачислен в Отдельный Литовский корпус, с прикомандированием к Самогитскому гренадерскому полку.
Из-за недостатка артиллерийских офицеров, Багговут в январе 1831 года был назначен командиром дивизиона гренадерской батарейной № 4 роты литовской артиллерийской бригады, с которой участвовал в кампании против польских мятежников. Участвуя в сражениях этой кампании, Багговут отличился в кровопролитной битве 7 февраля у корчмы Вавр, вызвавшей отступление польских войск к Варшаве. В сражении под Гроховым, 13 февраля, выполнял поручение — поддержать выстрелами своих орудий полки, атаковавшие Ольховую рощу. В последнем бою Багговут, контуженный ядром в локоть левой руки и раненый картечью в левую ногу, сделал сам себе перевязку, но как только окончил её, был ранен пулей в голову. Главнокомандующий граф И. И. Дибич и начальник штаба армии граф К. Ф. Толь организовали его лечение. За отличие под Гроховом Багговут, по особому представлению графа И. И. Дибича, был произведён в штабс-капитаны с переводом в лейб-гвардии 2-ю артиллерийскую бригаду и получил орден Святой Анны 2-й степени.
31 декабря того же года переведён в гвардейскую конную артиллерию, с прикомандированием к образцовой батарее. 1 июля 1833 года произведён в полковники и 23 мая 1834 года прикомандирован к штабу генерала-фельдцейхмейстера, закончив последним назначением свою службу в артиллерии. 7 марта 1838 года Багговут был переведён в гусарский Е. И. В. Великого Князя Михаила Павловича полк, оттуда 13 февраля 1841 года назначен командиром Украинского уланского полка. 8 сентября 1843 года произведён в генерал-майоры. Уволенный вслед затем в годовой отпуск, Багговут, по возвращении, 14 мая 1845 года был назначен командиром 2-й бригады 2-й лёгкой кавалерийской дивизии, во главе которой участвовал в кампании против венгерских инсургентов.

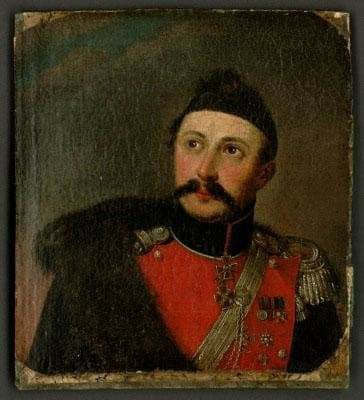
Портрет Александра Фёдоровича Багговута, 1-я половина XIX-го века

Участвуя во многих авангардных боях, он особенно отличился при движении к Вайцену и в сражении между селениями Тур и Жамбок, где, выдержав атаку многочисленной неприятельской конницы, перешёл в наступление и, лично поведя бригаду, окончательно смял неприятеля. В награду за этот бой Багговут был награждён орденом Святого Станислава 1-й степени. Болезнь, однако, помешала ему закончить кампанию. 26 ноября 1849 года Александр Фёдорович Багговут был награждён орденом Святого Георгия 4-й степени за беспорочную выслугу 25 лет в офицерских чинах (№ 8161 по списку Григоровича — Степанова).
В 1852 году он получил назначение в Отдельный корпус на Кавказ, и там, командуя 20-й пехотной дивизией, а вместе с тем левым флангом Кавказской линии, принял участие во многих операциях по усмирению горцев. За отличия в действиях при Мичике, в Большой Чечне, ему было пожаловано золотое оружие с надписью «За храбрость», украшенное алмазами. В 1853 году Багговут командовал уже всей кавалерией корпуса, принимая самое деятельное участие в Крымской войне. Сражение при Башкадыкларе было выиграно благодаря действиям Багговута. Наступавшая пехота из отряда князя В. О. Бебутова, осыпаемая градом снарядов с турецкой батареи, уже была готова отказаться от своего намерения — выбить неприятеля с занятой им позиции, когда, руководимая Багговутом кавалерия атаковала эту батарею. В бою были захвачены 19 турецких орудий. За отличие в этом сражении Багговут был произведён 4 декабря 1853 года в генерал-лейтенанты и получил 16 января 1854 года орден Святого Георгия 3-й степени № 476
В воздаяние отличной храбрости и мужества, оказанных при разбитии, 19-го Ноября 1853 года, 36-ти тысячного турецкаго корпуса на позиции у Баш-Кадык-Лара
Последним отличием Багговута на боевом поприще было сражение 24 июля 1854 года при Кюрюк-Дара. Зачисленный в списки Нижегородского драгунского полка, он был назначен затем членом капитула орденов и 28 марта 1871 года произведён в генералы от кавалерии.
Умер от рака печени 2 (14) мая 1883 года и был похоронен в Москве на территории Новодевичьего монастыря (могила уничтожена). Память о нём, возможно, сохранилась в названии Багговутовской улицы.

## Награды
российские:
- Орден Святого Владимира 4-й степени с бантом (25 января 1828)
- Орден Святой Анны 2-й степени (9 апреля 1831)
- Знак отличия за военное достоинство 4-й степени (1831)
- Императорская корона к ордену Святой Анны 2-й степени (3 октября 1837)
- Орден Святого Станислава 2-й степени (10 сентября 1839)
- Орден Святого Владимира 3-й степени (20 декабря 1842)
- Орден Святого Станислава 1-й степени (26 августа 1849)
- Орден Святого Георгия 4-й степени за 25 лет выслуги в офицерских чинах (26 ноября 1849)
- Орден Святой Анны 1-й степени (17 октября 1851)
- Золотая сабля с надписью "За храбрость", украшенная алмазами (1852)
- Знак отличия беспорочной службы за XXV лет (1853)
- Орден Святого Георгия 3-й степени (16 января 1854)
- Орден Святого Владимира 2-й степени с мечами (1855)
- Орден Белого орла (1864)
- Знак отличия беспорочной службы за XL лет (1873)
- Орден Святого Александра Невского (19 марта 1875)
- Алмазные знаки к ордену Святого Александра Невского (20 апреля 1880)

иностранные:
- Персидский орден Льва и Солнца 2-й степени с алмазами (1830)
- Австрийский орден Леопольда, командорский крест (1850)
- Прусский орден Красного орла 2-й степени (1851)
- Сардинский орден Святых Маврикия и Лазаря, командорский крест (1857)
- Австрийский орден Леопольда, большой крест (1878)

## Семья

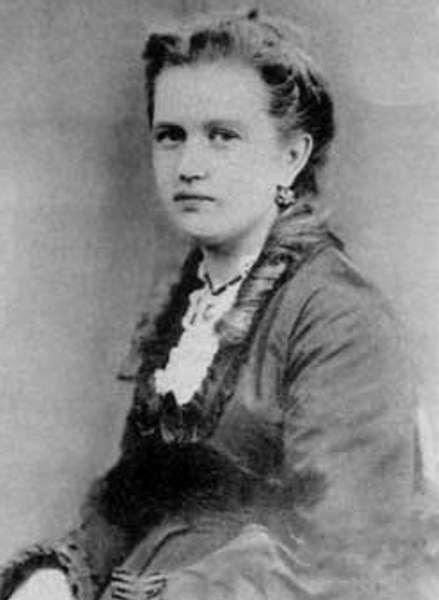
Александра Бостром, внучка А. Ф. Багговута

Первая жена (с 29 апреля 1832) — княжна Мария Сергеевна Хованская (20.03.1812—1837), фрейлина двора, дочь симбирского губернатора князя С. Н. Хованского. Венчались в Петербурге в Сергиевском соборе, поручителями по жениху были В. Ф. Адлерберг и Я. Н. Озерецковский, по невесте — княгиня Е. А. Хованская и С. А. Кокошкин. Мария Сергеевна была близкой приятельницей Е. А. Сушковой, для которой она написала свои воспоминания. Внезапное известие о кончине Багговут в 1837 году было причиной, что записки Сушковой оборвались на первой своей половине. В браке родились:
- Екатерина (1833—1892; замужем за Л. Б. Тургеневым, их дочь А. Л. Бостром и внук А. Н. Толстой)
- Мария (12.06.1835—?)
- Владимир (?-1848)

Вторая жена (с 1839) — Елизавета Дмитриевна Ермолаева (1812—26.10.1890), дочь тверского помещика Д. И. Ермолаева, камер-юнкера и действительного статского советника. Воспитывалась в Смольном институте, который окончила в 1830 году. Знакомая Пушкина, которую он «не мог свести с ума, хоть и старался». По словам А. Н. Вульфа, «меньшая Лиза обещала много и чувственности, и шаловливости, в танцах же она была вакханочкой и сладострастной танцовщицей». Их дети:
- Фёдор (1847—?)
- Надежда (?—?), в замужестве Никитина.